# Lõõdla järv
Lõõdla järv är en sjö i Estland.   Den ligger i landskapet Võrumaa, i den södra delen av landet, 210 km sydost om huvudstaden Tallinn. Lõõdla järv ligger 106 meter över havet. Arean är 0,59 kvadratkilometer. Omgivningarna runt Lõõdla järv är en mosaik av jordbruksmark och naturlig växtlighet. Den sträcker sig 1,2 kilometer i nord-sydlig riktning, och 2,6 kilometer i öst-västlig riktning.